# Xantholinus linearis

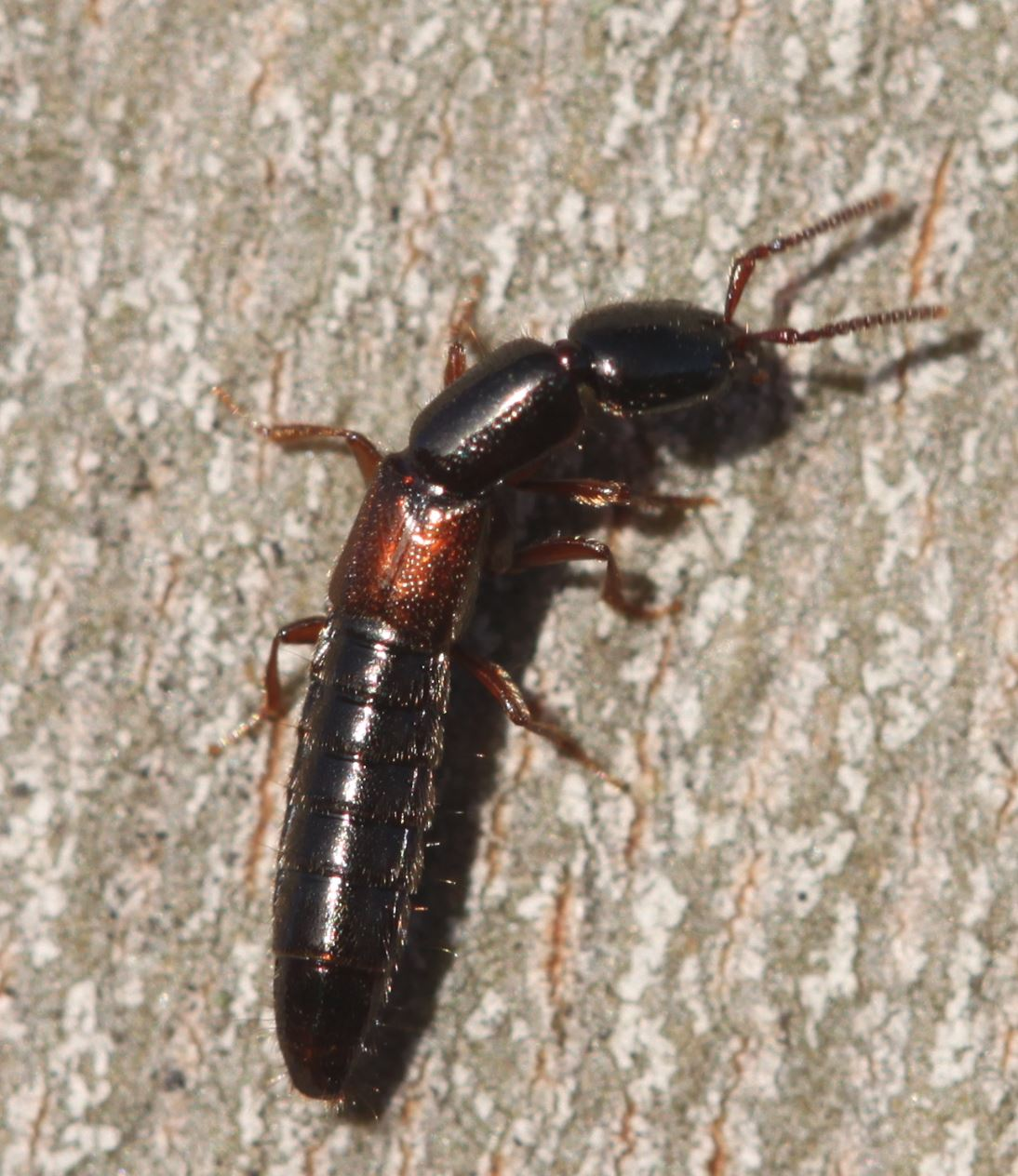

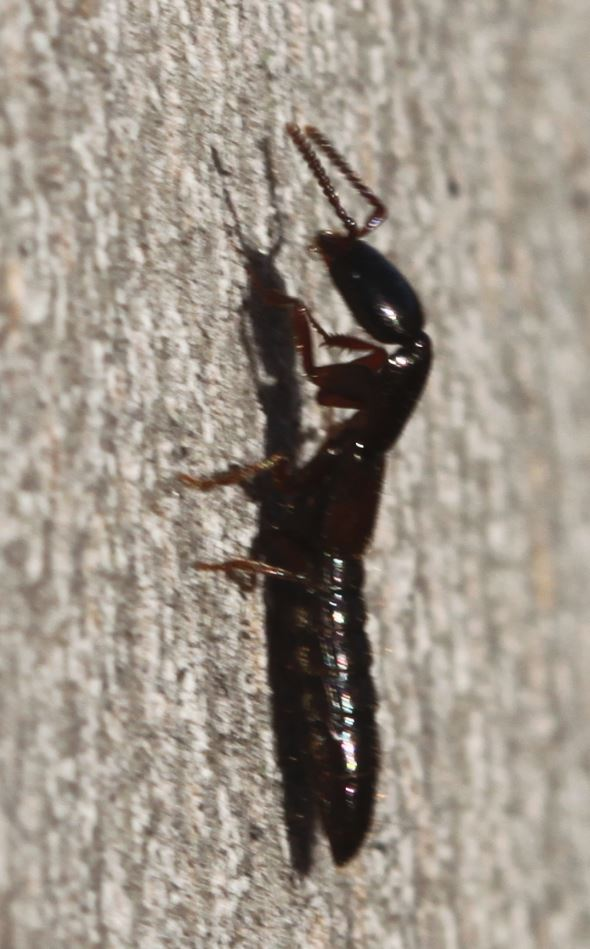
Seitenansicht

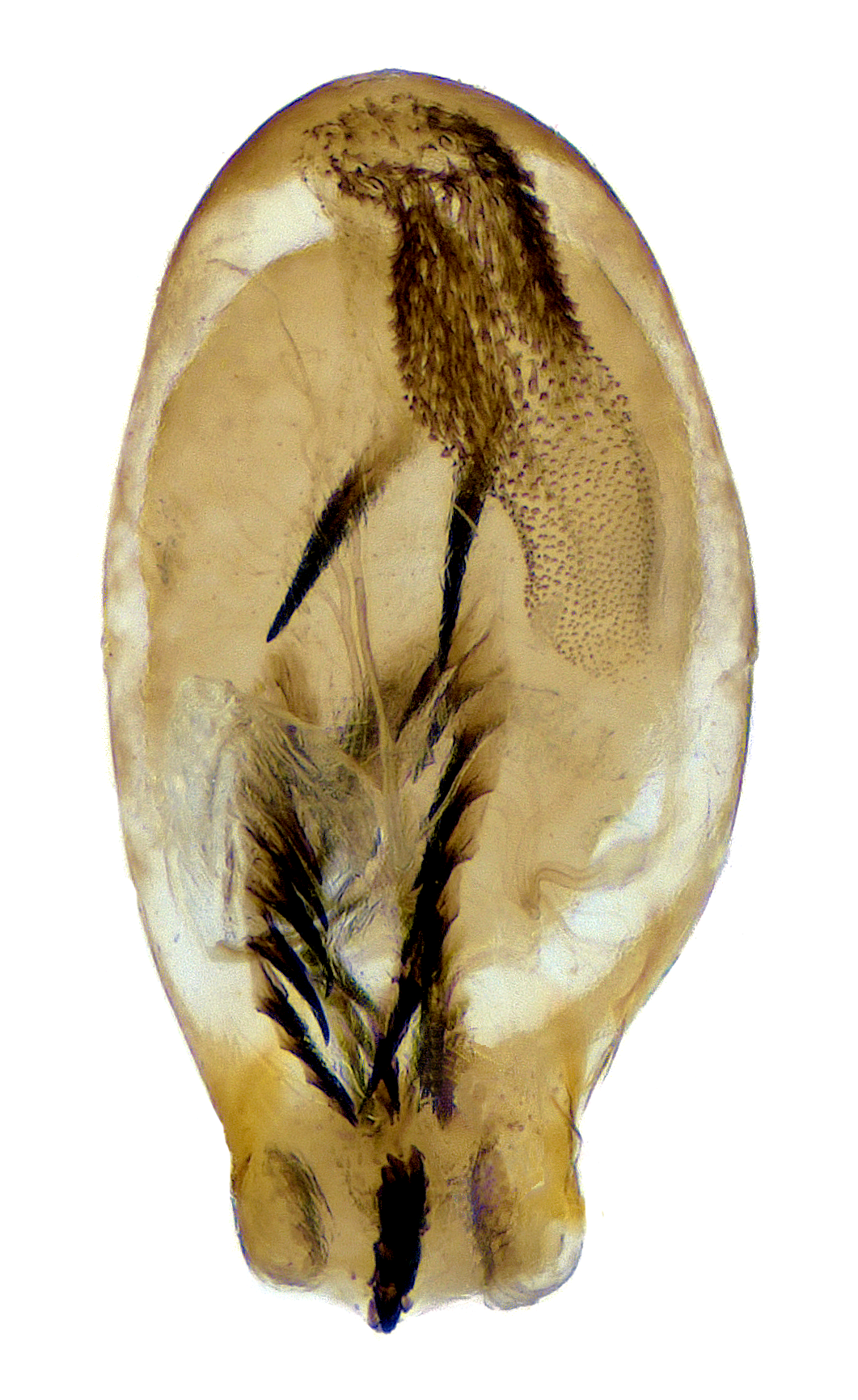
Aedeagus

Xantholinus linearis ist ein Käfer aus der Familie der Kurzflügler (Staphylinidae).

## Merkmale
Die 6–8,6 mm langen schlanken Käfer besitzen einen schwarzen Kopf und Hinterleib. Die Flügeldecken sind dunkelbraun, die Färbung des Halsschilds kann zwischen dunkelrot und schwarz mit einem metallischen Schimmer variieren. Die Flügeldecken überlappen sich. Beine, Palpi und Fühler sind gelbrot. Charakteristisch für die Art sind in zwei Längsreihen stehende Punkte auf dem Halsschild. Von ähnlichen Arten ist Xantholinus linearis oft nur über den Aedeagus (männliches Geschlechtsorgan) sicher unterscheidbar.

## Verbreitung
Die Käferart ist in fast ganz Europa verbreitet. Das Verbreitungsgebiet reicht im Norden bis nach Fennoskandinavien, im Süden bis nach Nordafrika. Außerdem ist die Art auf den Kanarischen Inseln, auf Madeira und auf den Azoren vertreten.
Im Osten reicht das Vorkommen über Kleinasien und den Nahen Osten bis ins östliche Sibirien. Xantholinus linearis gilt als die häufigste Art der Gattung in Mitteleuropa.
In Nordamerika wurde die Käferart eingeschleppt. Erste Funde an der Westküste (Vancouver Island) stammen aus dem Jahr 1920. An der Ostküste ist die Art mittlerweile auch vertreten (erste Funde aus Massachusetts aus den Jahren 1976 und 1978).

## Lebensweise
Die xerophile Käferart bevorzugt als Lebensraum Wärmehänge mit Sandboden. Die Käfer findet man häufig im Kompost unter faulenden Pflanzenresten, aber auch unter feuchtem Laub und Moos. Die Käfer leben räuberisch von anderen Insekten und Gliederfüßern. Man beobachtet die Käfer das ganze Jahr über, am häufigsten im Frühjahr und Sommer.

## Taxonomie
In der Literatur finden sich folgende Synonyme:
- Staphylinus linearis Olivier, 1794
- Staphylinus punctulatus Schrank, 1798
- Staphylinus ochraceus Gravenhorst, 1802
- Staphylinus longiceps Gravenhorst, 1802
- Xantholinus aequalis Fauvel, 1898
- Xantholinus oregonus Fender, 1946